# CaixaForum Madrid
Il CaixaForum Madrid è un centro culturale gestito dalla fondazione La Caixa che si trova nel Paseo del Prado di Madrid.
Fu costruito dagli architetti svizzeri Herzog & de Meuron dal 2001 al 2007.